# Сиртуин
Сиртуните са клас протеини, които притежават деацилазна активност, включително деацетилаза (desuccinylase, demalonylase, demyristoylase, depalmitoylase). Името Sir2 идва от дрождения ген „мълчалив тип“ и „регулиращ информацията ген 2“ отговорен за клетъчната регулация в дрождите. Сиртуините са замесени в повлияването на широк спектър от клетъчни процеси като стареене, транскрипция, апоптоза, възпаление и устойчивост на стрес, както и енергийна ефективност и бдителност по време на нискокалорични ситуации. Сиртуините могат да контролират биологичния часовник и митохондриалната биогенеза.
Дрожди на Sir2 и други сиртуини са протеинови деацетилази. За разлика от други известни протеинови деацетилази, които просто хидролизират ацетил-лизинови остатъци (реакцията на деуцетилиране медиирана от сиртуин) свързва деацетилирането на лизин с НАД хидролиза. Тази хидролиза дава О-ацетил-АДФ-рибоза, деацетилиран субстрат и никотинамид, което е инхибитор на сатурациновата активност. Зависимостта на сиртуините от NAD свързва тяхната ензимна активност директно с енергийното състояние на клетката чрез клетъчното съотношение NAD: NADH, абсолютните нива на NAD, NADH или никотинамид или комбинация от тези променливи.

## Класификация на видовете
Докато бактериите и археите кодират един или два вида сиртуин, еукариотите кодират няколко вида сиртуин в техните геноми. В дрождите, кръглите червеи и плодовете, sir2 е името на един от протеините тип sirtuin. Изследванията върху сиртуин протеина започват през 1991 г. от Леонард Гуренте от МИТ. Бозайниците притежават седем сиртуина (SIRT1-7), които заемат различни субцелекулни отделения, като ядрото (SIRT1, -2, -6, -7), цитоплазмата (SIRT1 и SIRT2) и митохондриите (SIRT3, -4 и -5).

## Видове
Първият сиртуин е идентифициран в дрожди (по-нисък еукариот) и е наречен sir2. При по-сложно устроени бозайници има седем известни ензими, които действат в клетъчната регулация както sir2. Тези гени са определени като принадлежащи към различни класове (I-IV), в зависимост от тяхната структура на аминокиселинната последователност. Няколко грам положителни прокариоти, както и грам отрицателната хипертермофилна бактерия Thermotoga maritima притежават сиртуини, които са междинни поредици между класовете, и са поставени в клас „недиференциран“ или „U“. В допълнение, няколко грам-положителни бактерии (включително Staphylococcus aureus и Streptococcus pyogenes), както и няколко гъби носят сиртуини свързани с макродомейн (наречени „sirtuins от клас М“). Най-забележимото на последните е променен каталитичен остатък, който ги прави уникални ADP-рибозил трансферази.
SIRT3 (митохондриална протеинова деацетилаза) играе основна роля в регулирането на множество метаболитни протеини включително и изоцитратна дехидрогеназа от цикъла на ТСА. Той също така играе основна роля в скелетните мускули като метаболитен адаптивен отговор. Последните проучвания показват, че понижените нива на SIRT3 водят до оксидативен стрес, както и до повишаване на инсулиновата резистентност.
Тъй като глутаминът е източник на а-кетоглутарат, използван за попълване на TCA цикъла, SIRT4 е важен за ролята в метаболизма на глутамин.
SIRT6 е показано в предишни изследвания, че е критичен епигенетичен регулатор на глюкозния метаболизъм. В едно проучване, мишки, които са изхвърлени с SIRT6, показват фатален хипогликемичен фенотип. Това води до смърт в рамките на няколко седмици след раждането и показва, че хипогликемията е резултат главно от повишаване на поемането на глюкоза в кафявата мастна тъкан и мускулите.

## Значение в медицината
Действието на сиртуин се ускорява от никотинамид, който се свързва със специфичен рецептор. Предполага се, че лекарствата които пречат на това свързване, трябва да повишат активността на сиртуин. Разработването на нови агенти, които биха блокирали специфично мястото на свързване с никотинамид могат да осигурят възможност за разработване на нови агенти за лечение на дегенеративни заболявания като рак, диабет, атеросклероза и подагра.

### Диабет
Сиртуините са предложени като терапевтична цел за лечение на захарен диабет тип II.

### Стареене
Предварителните проучвания с ресвератрол, потенциален активатор на SIRT1, принудиха някои учени да спекулират, че ресвератролът може да удължи живота му. Проучвания по-късно показват, че също може да възпроизведе ефектите от физически упражнения и калорийно ограничение, като понижено кръвно налягане, нива на захар и скорост на метаболизма. Тези открития помагат на учените да разсъждават, че могат да забавят метаболизма и да увеличат продължителността на живота. Други експерименти, проведени от Рафаел де Кабо, показват, че лекарствата, имитиращи ресвератрол, като SRT1720, могат да удължат продължителността на живота на затлъстели мишки с 44%. Сродни вещества понастоящем преминават клинични изпитвания при хора.
Изследванията на клетъчните култури в поведението на човешкия сиртуин SIRT1 показват, че той се държи като сиритина от дрожди Sir2: SIRT2 подпомага поправката на ДНК и регулира гени, които претърпяват променени с напредване на възрастта. Добавянето на ресвератрол към храненето на мишки ускорява профилите на генната експресия, свързано с мускулното стареене и сърдечна дисфункция.
Проучване, проведено върху трансгенни мишки, свръхекспресиращи SIRT6, показва увеличена продължителност на живота на мъжките с от около 15%. Трансгенните показват по-ниски серумни нива на инсулиноподобен растежен фактор 1 (IGF1) и промени в неговия метаболизъм, което може да е допринесло за увеличаване на продължителността на живота.

## Тъканна фиброза
Заедно с остаряването, много органи в тялото имат едни и същи молекулярни механизми. Тези органи включват сърцето, съдовата стена, белите дробове, бъбреците, черния дроб и кожата. Процесите и молекулите в тъканната фиброза се регулират от сиртуините. Това е в резултат както от спадане на нивата на сиртуин, така и от възстановяване на нивата. Сиртуиновата елевацията предпазва от стареене и тъканна фиброза, но превишените нива на сиртуин са разрушителни. Това увеличение е резултат от активирането на рядко срещаните протеини. Чрез регулиране на процесите водещи до фиброза, сиртуните създават антифиброзен ефект. Трудно е да се класифицират различните ефекти на сиртуните, защото те са разнообразни. Те взаимодействат по различни механизми и вътреклетъчни сигнални от молекули. Някои от тези пътища и сигнализиращи молекули включват сигнализация на аденозин монофосфат-активирана протеинова киназа (АМПК), ангиотензин-конвертиращ ензим 2 (ACE2), манганово супероксидна дисмутаза (MnSOD).

## Регенерация на ДНК
Протеините сиртуин се използват при регенерацията на ДНК. SIRT1 протеинът стимулира хомоложната рекомбинация в човешките клетки и участва във възстановителния процес при ДНК разкъсванията.
SIRT6 е протеин, свързан с хроматин, и в клетките на бозайници е необходим за възстановяване на базовата ексцизия на ДНК увреждане. SIRT6 дефицитът при мишки води до дегенеративен подобен на стареене фенотип. В допълнение, SIRT6 насърчава поправката на двойни верижни разкъсвания на ДНК]. Освен това, свръх експресията на SIRT6 може да стимулира хомоложен рекомбинативен растеж.
SIRT7 knockout мишки показват характеристики на преждевременно стареене. SIRT7 протеинът е необходим за възстановяването на двойноверижни прекъсвания чрез нехомологично крайно свързване.
Тези открития показват, че SIRT1, SIRT6 и SIRT7 улесняват възстановяването на ДНК и забавят процеса на стареене.